# Jamal Joseph
Jamal Joseph é um escritor, diretor, produtor cinematográfico, poeta, ativista e educador norte-americano. Como reconhecimento, foi nomeado ao Oscar 2008 na categoria de Melhor Canção Original por "Raise It Up" do filme August Rush.